# Bataille de Kardia
Guerres arabo-byzantines
Batailles
- Mu'tah (629)
- Ajnadayn (634)
- Damas (634)
- Fahl (635)
- Yarmouk (636)
- Jérusalem (636-637)

- Héliopolis (640)
- Nikiou (646)

- Sufétula (647)
- Tahouda (683)
- Mammès (688)
- Carthage (698)
- Oued Nini (698)

- 1re Constantinople (674-678)
- Sébastopolis (692)
- Tyane (~708)
- 2e Constantinople (717-718)
- Andrinople (718)
- Nicée (727)
- Akroinon (740)

- Kamacha (766)
- Invasion de l'Asie Mineure (782)
- Kopidnadon (788)
- Krasos (804)
- Invasion de l'Asie Mineure (806)
- Anzen (838)
- Amorium (838)
- Mauropotamos (844)
- Poson (863)
- Bathys Ryax (872 ou 878)

- Syracuse (877-878)
- Stelai ou 1re Milazzo (880)
- 2e Milazzo (888)
- Taormine (902)
- Garigliano (915)
- Détroit (965)
- Georges Maniakès en Sicile (1038-1040)

- Phœnix de Lycie (655)
- Keramaia (746)
- Conquête musulmane de la Crête (années 820)
- Damiette (853)
- Raguse (866-868)
- Kardia (~872-873)
- Golfe de Corinthe (~873)
- Céphalonie (880)
- Chalcis (~883)
- Thessalonique (904)

- Portes ciliciennes (878)
- Campagnes de Jean Kourkouas (926-944)
- Marach (953)
- Raban (958)
- Andrassos (960)
- Campagnes de Nicéphore II Phocas (956-969)
- Chandax (960-961)
- Alexandrette (971)
- Campagnes de Jean Tzimiskès (~950-975)
- Gués de l'Oronte (994)
- Alep (994-995)
- Apamée (998)
- Campagnes de Basile II (979-999)
- Azâz (1030)

La bataille de Kardia est une bataille navale qui se déroule vers 872-873 et qui oppose la marine byzantine à celle de l'émirat de Crète au large de Kardia, dans le Golfe de Saros. Elle débouche sur une importante victoire pour l'Empire byzantin.

## Contexte
Selon le chroniqueur du Xe siècle Théophane Continué, dont les travaux sont réutilisés presque sans modification par Jean Skylitzès au XIe siècle, l'émir arabe de Crète Shu'ayb (« Saet » en grec, qui est le fils du fondateur de l'émirat Abu Hafs) envoie Photios, un renégat grec, lancer des raids d'importance contre l'Empire byzantin, au moment des premières années du règne de Basile Ier le Macédonien. La flotte dirigée par Photios comprend plus de cinquante navires, dont 27 grands navires (koumbaria) et de nombreuses galères légères,.
Cette force ravage le littoral de la mer Égée, pillant et capturant de nombreux prisonniers pour ensuite les vendre comme esclaves, avant de pénétrer en Propontide et d'atteindre Prokonnésos, aux environs de Constantinople. C'est la première fois depuis le siège de Constantinople de 717-718 qu'une flotte musulmane parvient aussi près de la capitale byzantine. 

## Bataille
La réponse de l'Empire est conduite par le drongaire de la flotte, Nicétas Oryphas, qui rencontre la flotte musulmane lors de la bataille de Kardia, dans le Golfe de Saros. Cette opposition débouche sur une importante victoire pour les Byzantins, qui détruisent vingt navires ennemis grâce au feu grégeois et contraignent les autres à se replier vers la Crète,.

## Conséquences
Peu de temps après cette défaite, Photios conduit un autre raid contre la Grèce mais, de nouveau, il fait face à Oryphas. Cette deuxième bataille voit de nouveau la victoire byzantine, complétée par la mort de Photios,. La chronologie de ces événements est incertaine. Selon Ekkehard Eickhoff et Dimitris Tsoungarakis, la bataille de Kardia intervient en 872 tandis que Warren Treadgold et John Pryor ainsi qu'Elizabeth Jeffreys la placent vers 873,.